# Otto Wilhelm von Struve

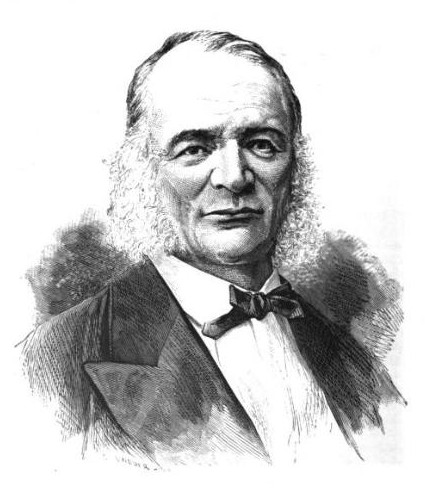
Otto Wilhelm von Struve

Otto Wilhelm von Struve (7 de maig de 1819 (25 d'abril segons el calendari julià), a Durpat, Estònia - 14 d'abril de 1905, a Karlsruhe, Alemanya) fou un astrònom i geodesista estonià d'origen alemany. El seu nom en rus s'escriu Otto Vasil'evich Struve (Отто Васильевич Струве).
El 1836, als disset anys va començar a estudiar astronomia a la Universitat Imperial de Tartu a Estònia, aleshores ocupada per l'Imperi Rus. El 1837 es va afiliar a l'associació estudiantil, Corporació Bàltica Livonia Dorpat.
Forma part d'una famosa nissaga d'astrònoms, és el fill de Friedrich Georg Wilhelm von Struve, originari del ducat de Holstein, i l'avi d'Otto Struve. Va tenir dos fills: Ludwig Struve (1 de novembre de 1858 - 4 de novembre de 1920), pare d'Otto Struve, i Hermann Struve (3 d'octubre de 1854 - 12 d'agost de 1920).
Va treballar com a assistent del seu pare, i el va succeir en l'Observatori de Pulkovo fins a 1889. El 1885 es va instal·lar a l'observatori un telescopi refractor de 30 polzades, el més gros del món. Va continuar el treball del pare la recerca d'estrelles dobles. També va observar satèl·lits d'Urà i Neptú, i va mesurar els anells de Saturn. El 1852 va ser rebut com a membre de l'Acadèmia de Ciències de Sant Petersburg.
Va guanyar la Medalla d'Or de la Royal Astronomical Society el 1850, igual com son pare que ja l'havia guanyada el 1819.
L'asteroide (768) Struveana, així com el cràter lunar Struve, ambdós van rebre el nom en honor de la nissaga dels Struve.